# Smírčí kámen v Nuzířově
Smírčí kámen stojí v lese Brabinka v katastrálním území Nuzířov obce Malhostovice v okrese Brno-venkov. Je chráněn jako kulturní památka České republiky.

## Popis
Doba vzniku smírčího kamene je odhadována na 16. až začátek 17. století. Na pískovcové desce o rozměrech 106 × 52 × 12 cm je vytesán latinský kříž, jehož spodní břevno se rozšiřuje. Kámen byl v roce 2008 ukraden, ale následujícího roku nalezen a po opravě usazen na původní místo. V roce 2010 byl smírčí kámen Ministerstvem kultury ČR prohlášen za kulturní památku ČR.
K smírčímu kameni se váže několik pověstí, z nichž nejužívanější je pověst o vraždě ženy ševcovským nebo krejčovským tovaryšem.